# Cristian Bocșan
Cristian Bocșan (sinh ngày 31 tháng 1 năm 1995) là một cầu thủ bóng đá người România thi đấu ở vị trí trung vệ cho Ripensia Timișoara, theo dạng cho mượn từ Poli Timișoara.

## Sự nghiệp câu lạc bộ
Sau khi vượt qua hệ thống trẻ và thi đấu cho câu lạc bộ ở giải hạng hai, Bocșan có màn ra mắt tại Liga I România vào mùa giải 2015-16, trong trận đấu trên sân khách trước CFR Cluj.